# Pär Rova
Pär Rova, född 2 januari 1974 i Tumba, Stockholms län, är en svensk före detta professionell ishockeyback.
Han spelade totalt fyra elitseriematcher för Luleå HF.